# Алан Арнольд Ґріффіт
Алан Арнольд Ґріффіт (англ. Alan Arnold Griffith); (13 червня 1893, Лондон — 13 жовтня 1963, Фарнборо) — англійський інженер, основоположник теорії крихкого руйнування матеріалів, розробник теорії й конструкцій турбореактивних двигунів з осьовим потоком. Член Лондонського Королівського Товариства, кавалер Ордена Британської Імперії.

## Освіта
Алан Ґріффітс здобув вищу освіту в галузі машинобудування у Ліверпульському університеті, де йому почергово присвоїли  ступені бакалавра, магістра та доктора.

## Практична і наукова діяльність
1915 року він був прийнятий як стажер на Королівський авіаційний завод. У наступному році він перейшов у відділ фізики та приладів, який незабаром був перейменований в Королівське авіаційне управління (RAE)- британське науково-дослідне авіаційне підприємство. Спершу воно розташовувалося на аеродромі Фарнборо («RAE Farnborough») в Гемпширі. 1920 року він був призначений на посаду старшого наукового співробітника.

### Механіка руйнування
1917 р. Ґріффіс у співавторстві з Джеффрі Тейлором опублікував роботу, яка стала фундаментальним внеском у розуміння напружень скручування. Автори запропонували використовувати мильні плівки для дослідження розподілу напружень в навантаженому матеріалі: мильну бульбашку розтягують між поверхнями, які представляють краї досліджуваного об'єкта, а забарвлення плівки відтворює інтенсивність напружень. Цей метод застосовували аж поки комп'ютерні програми не дозволили моделювати ці процеси в навантаженому матеріалі.
1920 року А. Ґріффіт на основі досліджень в Королівському авіаційному управлінні опублікував знакову працю з теорії руйнування крихких матеріалів, таких як скло.
Ця робота започаткувала розвиток лінійної механіки руйнування. У цій роботі Ґріффіт сформулював енергетичну умову спонтанного (неконтрольованого) поширення крихкої тріщини, коли вивільнена енергія пружної деформації Ue компенсуватиме приріст поверхневої енергії Us двох новоутворених поверхонь руйнування (тріщини):
{\displaystyle {\frac {d(U_{e}+U_{s})}{dc}}=0}.
З цієї умови формулюється критерій Ґріффіта для плоского напруженого стану:
{\displaystyle \sigma _{cr}={\sqrt {\frac {2\gamma _{s}E}{\pi c}}}},
де {\displaystyle \sigma _{cr}} - критичне напруження, яке спричинятиме спонтанний ріст тріщини завдовжки 2с;
{\displaystyle \gamma _{s}} - питома поверхнева енергія; 
Е - модуль нормальної пружності (модуль Юнга).
Критерій Ґріффіта можна інтерпретувати двояко:
1) якщо відома довжина тріщини в крихкому матеріалі, то можна встановити критичне значення напруження, яке зумовить її неконтрольований ріст і наступне крихке руйнування;
2) якщо відоме напруження, яке діє на матеріал, то можна встановити критичну довжину тріщини, яка за цього напруження буде поширюватися спонтанно і зумовить швидке крихке руйнування.
Теорія Ґріффіта справджувалася лише для ідеально крихких аморфних матеріалів, у яких руйнування відбувається практично без участі пластичної деформації.
Натомість стосовно кристалічних чи полімерних матеріалів, які руйнуються за участю пластичної деформації, енергія руйнування яких істотно перевищує поверхневу енергію матеріалу, критерій Ґріффіта не міг бути застосований. І лише в 1948 році Джордж Ірвін та Еґон Орован незалежно один від іншого з різною інтерпретацією розвинули в рамках енергетичного балансу Ґріффіта концепцію квазікрихкого руйнування, яка враховувала енергію пластичної деформації під час руйнування.

### Газотурбінні двигуни
1926 році А. Ґріффіт опублікував основну роботу "Аеродинамічна теорія проектування турбін", у якій продемонстрував, що низькі характеристики існуючих газових турбін зумовлені недоліком конструкції їх лопатей, і запропонував сучасну форму аеродинамічного профілю для лопатей, що істотно покращило б їх характеристики; він також передбачив напрям розвитку ефективних багатоступеневих осьових газотурбінних двигунів. Запропонована ним рання конструкція стала попередницею турбогвинтового двигуна. За результатами статті Комітет аеронавігаційних досліджень підтримав невеликий експеримент з одноступінчастим осьовим компресором та одноступінчастою осьовою турбіною. Робота була завершена в 1928 р. Після робочих випробувань дослідного екземпляра двигуна на його основі були збудовано кілька двигунів для перевірки різних концепцій. Ця робота  підтвердила прогноз Ґріффіта щодо високих коефіцієнтів корисної дії і засвідчує його пріоритет у створення концепції багатоступеневого осьового двигуна.
1938 року Ґріффіт став керівником відділу двигунів Королівського авіаційного управління, а в 1939 році перейшов до компанії Rolls Royce на посаду інженера-дослідника. Спочатку він працював над концептуальним проектуванням турбореактивних двигунів, а згодом над дизайном літаків з вертикальним зльотом. Він вийшов на пенсію в 1960 році, але продовжував працювати консультантом компанії "Роллс Ройс".

## Наукові праці
- A.A. Griffith, "Phenomena of rupture and flow in solids, " Philos. Trans. R. Soc. London Ser. A221, 1920, pp. 163–198.
- Griffith, An Aerodynamic Theory of Turbine Design, 1926